# Blue Lake (Califórnia)
Blue Lake é uma cidade localizada no estado americano da Califórnia, no Condado de Humboldt. Foi incorporada em 23 de abril de 1910.

## Geografia
De acordo com o United States Census Bureau, a cidade tem uma área de 1,6 km², onde 1,5 km² estão cobertos por terra e 0,1 km² por água.

### Localidades na vizinhança
O diagrama seguinte representa as localidades num raio de 24 km ao redor de Blue Lake. 

## Demografia

### Censo 2010
Segundo o censo nacional de 2010, a sua população é de 1 253 habitantes e sua densidade populacional é de 819,98 hab/km². Possui 572 residências, que resulta em uma densidade de 374,32 residências/km².

### Censo 2000
De acordo com o censo nacional de 2000, a densidade populacional era de 730,4/km² (1884,2/mi²) entre os 1135 habitantes, distribuídos da seguinte forma:
- 88,72% caucasianos
- 0,53% afro-americanos
- 5,37% nativo americanos
- 1,32% asiáticos
- 0,09% nativos de ilhas do Pacífico
- 1,15% outros
- 2,82% mestiços
- 2,47% latinos

Existiam 297 famílias na cidade, e a quantidade média de pessoas por residência era de 2,25 pessoas.